# 带枯叶蛾属
带枯叶蛾属（学名：Bharetta），又名雙角小黑枯葉蛾屬，为枯叶蛾科的一个属，分布於東洋界，全身大致呈紅褐色，前翅頂角略呈鉤狀，外緣在M1脈處也有明顯的尖突，從前翅基部至頂角有一條深色帶紋，因而得名。

## 物种
- 斜带枯叶蛾 Bharetta cinnamomea Moore, 1865
- 雙角小黑枯葉蛾 Bharetta owadai Kishida, 1986
- Bharetta widagdoi Holloway & Bender, 1990